# منطقه سووا

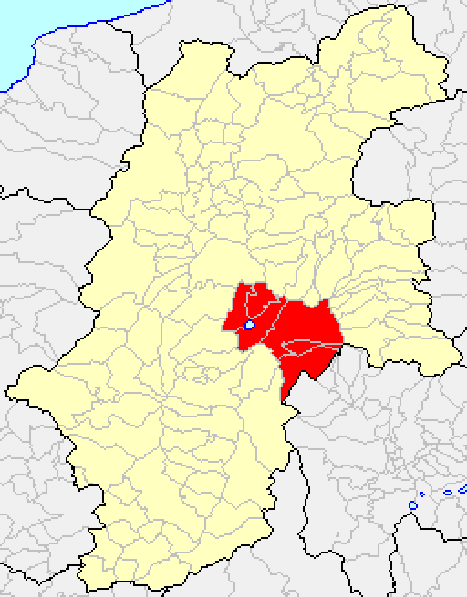

منطقه سووا (به ژاپنی: 諏訪地域 すわちいき)، به منطقه ای در جنوب، منطقه ناننشین در استان ناگانو اشاره دارد. از آن برای تقسیم استان ناگانو به ۱۰ منطقه استفاده می‌شود.